# Ronde van Midden-Zeeland
De Ronde van Midden-Zeeland was een eendaagse wielerwijdstrijd die werd verreden in de Nederlandse provincie Zeeland. De wedstrijd eindigde in Goes.
De Ronde werd voor het eerst in 1959 verreden en is sinds 1974 een profwedstrijd. Er wordt dan ook wel verwezen naar de Profronde van Midden-Zeeland. Omwille van de sponsoring werd er later gesproken van de Delta Profronde. De wedstrijd maakte sinds 2005 deel uit van de continentale circuits van de UCI.
In 2008 fuseerde deze wedstrijd met het OZ Wielerweekend tot een driedaagse wedstrijd, de Delta Tour Zeeland. De bedoeling was om een wedstrijd te creëren waarmee topploegen naar Zeeland gehaald worden. In 2008 bestond de wedstrijd uit een tijdrit op vrijdagavond in Oost-Zeeuws-Vlaanderen, gevolgd door de Delta Profronde als etappe op zaterdag, en een afsluitende etappe op zondag in West-Zeeuws-Vlaanderen.

## Meervoudige winnaars
| Overwinningen | Renner           | Land      | Jaren      |
| ------------- | ---------------- | --------- | ---------- |
| 2             | Gerrie Knetemann | Nederland | 1978, 1980 |
| 2             | Gerrit Solleveld | Nederland | 1986, 1990 |
| 2             | Jelle Nijdam     | Nederland | 1989, 1996 |
| 2             | Niko Eeckhout    | België    | 2001, 2004 |

## Overwinningen per land
| Overwinningen | Land                              |
| ------------- | --------------------------------- |
| 22            | Nederland                         |
| 8             | België                            |
| 1             | Australië , Duitsland , Frankrijk |